# SX Phoenicis
SX Phoenicis é uma estrela variável na constelação de Phoenix. Tem uma magnitude aparente média de 7,12, não sendo visível a olho nu. De acordo com medições de paralaxe pela sonda Gaia, está localizada a uma distância de 272 anos-luz (83,3 parsecs) da Terra.
Esta estrela é o protótipo da classe das variáveis SX Phoenicis, que são estrelas pulsantes similares às variáveis Delta Scuti mas com alta amplitude de variação e pertencendo à população II. SX Phoenicis tem uma metalicidade muito baixa, com apenas 4% do conteúdo de ferro do Sol. Um membro do halo galáctico, possui uma órbita retrógrada em torno do centro da Via Láctea, e apresenta uma velocidade peculiar extremamente alta de 323,2+12,7
−13,3 km/s. A partir de seu movimento pelo espaço, pode ser um membro do grupo de Kapteyn, um grupo de estrelas com movimento similar ao da estrela de Kapteyn.
Depois da descoberta de sua variabilidade por Olin J. Eggen em 1952, SX Phoenicis foi alvo de numerosos estudos que investigaram sua curva de luz e seu espectro. Essas observações revelaram que a estrela possui dois modos de pulsação com períodos de 0,055 e 0,043 dias, que correspondem a pulsações radiais na frequência fundamental e no primeiro sobretom, respectivamente. Outras frequência de pulsação são observadas, que correspondem a combinações dessas duas frequências. Além de mudanças na magnitude, as pulsações também provocam variações de 38 km/s na velocidade radial da estrela, com as as mesmas frequências. Existem evidências de que os períodos de pulsação variam em uma escala de tempo de décadas, com um possível período de variação cíclica de 43 ± 10 anos. No total, a magnitude aparente visual da estrela varia entre 6,76 e 7,53.
SX Phoenicis é classificada como uma estrela de classe A da sequência principal com um tipo espectral de A3V. Em média, possui uma luminosidade de 6,6 vezes a luminosidade solar e uma  temperatura efetiva de 7 700 K. Ao longo do ciclo de pulsação primário, a temperatura varia entre 7 230 K no brilho mínimo até 8 170 K no brilho máximo; quando os dois ciclos de pulsação estão em fase, a temperatura pode atingir 8 400 K. Da mesma forma, as pulsações provocam mudanças no raio da estrela, o que é evidenciado por mudanças na gravidade superficial. Modelos de evolução estelar indicam que as propriedades da estrela são consistentes com uma massa de 1,0 massa solar e uma idade de 4 bilhões de anos.
A origem de SX Phoenicis, e das variáveis SX Phoenicis de forma geral, não é muito clara. Apesar de suas propriedades serem bem explicadas por evolução estelar padrão, a observação de variáveis SX Phoenicis em aglomerados globulares antigos indica que essas são estrelas retardatárias azuis, presumivelmente formadas pela fusão de duas estrelas ou por interações em um sistema binário. Isso explica por que SX Phoenicis parece ser jovem, apesar de pertencer à população do halo. Nesse cenário, SX Phoenicis se formou como uma binária próxima, cujos componentes se fundiram e deram origem a uma estrela rejuvenescida, que passou a evoluir como uma estrela única.